# Heinrich Barbl
Heinrich Barbl (Sarleinsbach, Austria; 3 de marzo de 1900-?) fue un SS-Rottenführer austríaco, que participó en el programa de eutanasia T-4 y, luego, en la Operación Reinhard.

## Carrera militar
Barbl se unió al Partido nazi y a las SS después del Anschluss. Fue enviado al centro de exterminio nazi de Hartheim durante su construcción como parte del programa Aktion T4 y también al centro de exterminio nazi de Grafeneck. En ambas instituciones, fue un Stanzer, es decir, se dedicaba a estampar hojas de metal con nombres para formar placas de identificación. Luego, adhería estas a las urnas que llenaba con cenizas. Estas eran enviados a los familiares de las víctimas, que recibían una urna con el nombre correcto de su familiar, pero siempre con un contenido incierto, dado que las urnas eran llenadas con las cenizas recolectadas indiscriminadamente en el crematorio adyacente.

## Operación Reinhard
En 1942, Barbl fue destacado al campo de exterminio de Belzec. El comandante y SS-Hauptsturmführer Gottlieb Hering se negó a permitirle participar en la ejecución de los recién llegados enfermos o ancianos, debido a que «es tan tonto que nos dispararía a nosotros, no a los judíos» y, en consecuencia, fue la única persona a quien se le excusó esta tarea; sin embargo, nadie está seguro si Barbl era genuinamente estúpido o si simplemente actuaba como un tonto para evitar tareas más demandantes.
Barbl no estuvo exento de castigos. Frecuentemente, era azotado por Christian Wirth debido a su constante embriaguez y por una razón desconocida en el invierno de 1942-1943, Hering lo hizo encarcelar en un búnker de concreto por varios días, sin alimento ni agua. Si bien no fue conocido por actos de crueldad, Barbl fue enviado al campo de exterminio de Sobibor por Wirth, en donde usó sus habilidades para ayudar en la instalación de las tuberías para las cámaras de gas. Barbl presumía de haber hecho que las cámaras de gas lucieran con cuartos de duchas.

## Últimos años
Después de la Segunda Guerra Mundial, Barbl fue interrogado por la policía austríaca, pero nunca fue llevado a juicio.
Fue acusado en los Juicios de Sobibor en La Haya el 6 de septiembre de 1965, pero se desconocen los detalles de su destino.